# Morges Bandits 2023
Questa voce raccoglie le informazioni riguardanti i Morges Bandits nelle competizioni ufficiali della stagione 2023.

## Lega C 2023

### Stagione regolare
| 16 aprile 2023 2ª giornata | Neuchâtel Knights | 0 – 19 | Morges Bandits |  |

| 23 aprile 2023 3ª giornata | Morges Bandits | 22 – 12 | Fribourg Cardinals |  |

| 7 maggio 2023 5ª giornata | Morges Bandits | 0 – 27 | Geneva Whoppers |  |

| 14 maggio 2023 6ª giornata | Morges Bandits | 7 – 39 | Lausanne LUCAF Owls |  |

| 21 maggio 2023 7ª giornata | Lausanne LUCAF Owls | 33 – 0 | Morges Bandits |  |

| 4 giugno 2023 9ª giornata | Morges Bandits | 27 – 26 | Neuchâtel Knights |  |

| 10 giugno 2023 10ª giornata | Geneva Whoppers | 36 – 10 | Morges Bandits |  |

| 25 giugno 2023 12ª giornata | Fribourg Cardinals | 28 – 9 | Morges Bandits |  |

## Statistiche di squadra
| Competizione      | %Vittorie | In casa | In casa | In casa | In casa | In casa | In casa | In trasferta | In trasferta | In trasferta | In trasferta | In trasferta | In trasferta | Totale | Totale | Totale | Totale | Totale | Totale |
| Competizione      | %Vittorie | G       | V       | N       | P       | Pf      | Ps      | G            | V            | N            | P            | Pf           | Ps           | G      | V      | N      | P      | Pf     | Ps     |
| ----------------- | --------- | ------- | ------- | ------- | ------- | ------- | ------- | ------------ | ------------ | ------------ | ------------ | ------------ | ------------ | ------ | ------ | ------ | ------ | ------ | ------ |
| Stagione regolare | .375      | 4       | 2       | 0       | 2       | 56      | 104     | 4            | 1            | 0            | 3            | 38           | 97           | 8      | 3      | 0      | 5      | 94     | 201    |
| Totale            | .375      | 4       | 2       | 0       | 2       | 56      | 104     | 4            | 1            | 0            | 3            | 38           | 97           | 8      | 3      | 0      | 5      | 94     | 201    |